# Petrov EuroCity
A Petrov EuroCity egy a MÁV, a ŽSSK és a ČD által közlekedtetett EuroCity vonat (vonatszám: EC 270-271) volt, amely Budapest-Keleti pályaudvar és a Brnói főpályaudvar között, Pozsony érintésével közlekedett. Naponta egy pár közlekedett, döntően a České dráhy által kiállított nagysebességű kocsikkal.

## Története
2017. december 9-én megszűnt, helyét a Metropolitan EuroCity vette át.

## Napjainkban
A vonatot általában a České dráhy 380-as vagy a ŽSSK 350-es kétáramnemű villanymozdonya vontatta.
A kiállított kocsik valamennyien ülőkocsik voltak, alkalmasak a 200 km/h sebességre, klimatizáltak. Az első osztályú kocsik cseh Apee, a másodosztályúak cseh Bee és Bpee típusúak voltak. A szerelvény poggyászkocsit és étkezőkocsit is továbbított. Nyáron heti kétszer egy JLV hálókocsit is továbbított, mely Split–Budapest–Prága között közlekedett.

## Útvonala
- Budapest-Keleti pályaudvar
- Vác
- Nagymaros-Visegrád
- Szob
- Párkány (SK)
- Érsekújvár
- Pozsony
- Jókút
- Břeclav (CZ)
- Brno hl.n.